# Psybient

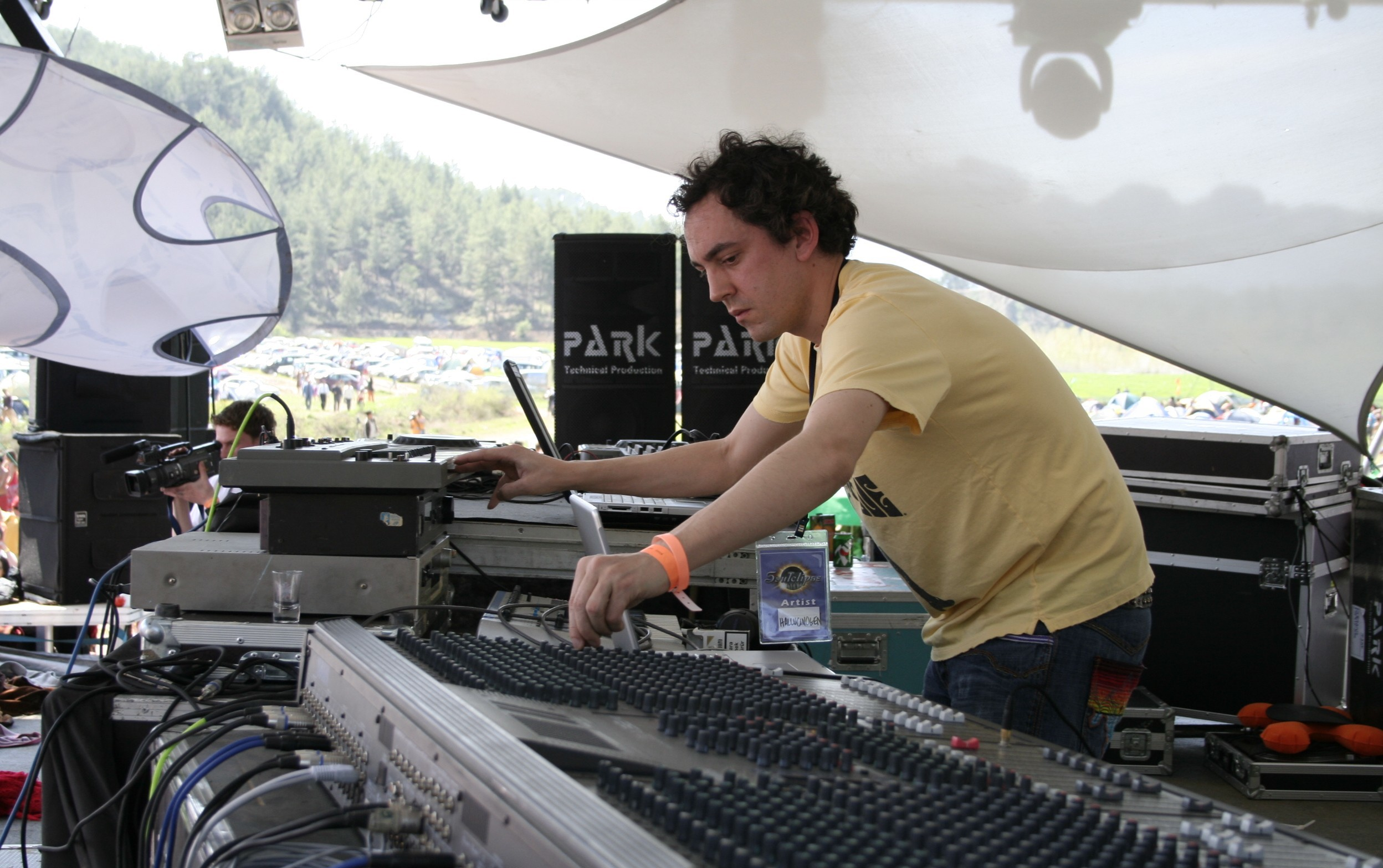
Simon Posford van Shpongle tijdens een optreden in 2006

Psybient, ook bekend als ambient psy, ambient Goa, ambient psytrance en meer algemeen in de Goa/psychedelic trance-scène als psychill, psychedelic chillout en psydub, is een muziekstroming van elektronische muziek dat elementen gebruikt uit psychedelic trance, ambient en new age-genres. 
Psydub heeft vaak dub-invloeden. Ook worden soms niet-westerse instrumenten gebruikt. Het is een genre dat zich in verhouding tot andere chill-outstromingen kenmerkt door warme elektronische patronen, resonerende lagen in de productie en wereldmuziek-invloeden.
Op psychedelic trance- of daaraan verwante labels komt vaak psybient-muziek uit. Artiesten als bijvoorbeeld Shpongle, Ott, Kaya Project, Abakus, Solar Fields, Ovnimoon, Entheogenic, Kuba of Cell treden voornamelijk op op psychedelic trancefeesten en -festivals. 
De muziekstroming ontstond begin jaren 1990. Aanvankelijk waren het artiesten als bijvoorbeeld The Orb, Future Sound of London  en Biosphere, die met de middelen waarmee vroege techno en house werd gemaakt, langzamere of beatloze varianten produceerden met spacy geluiden en samples. 
Psybient heeft in een aantal landen niet alleen fans in de psychedelic trance-scène maar ook in de chill-out/downtempo-scène. Entheogenic's tweede album Spontaneous Illumination bijvoorbeeld wist in november 2003 de nummer 1-positie te bereiken op de Duitse chill-out-hitlijsten. Het album heeft daar 8 weken op nummer 1 gestaan en bleef voor nog eens 12 weken in de top 10.

## Nederland
In tegenstelling tot andere downtempo en chill-outstromingen is het genre relatief onbekend in Nederland en men zal deze muziekstijl dan ook niet vaak vinden in de gemiddelde winkel. Er zijn weinig Nederlandse artiesten die zich met het genre bezighouden. Een van de weinige voorbeelden is een relatief nieuw Nederlands muziekproject onder de naam Easily Embarrassed dat in 2008 hun debuut maakte met hun album Idyllic Life, uitgebracht op het onafhankelijke Nederlandse Cardamar Music-label.

## Bekende artiesten
- Shpongle
- Astropilot
- Kick Bong

## Bekende labels
- Twisted Records
- Aleph Zero Records
- Ultimae Records